# Кейллер, Рассел
Ра́ссел Ке́йллер (англ. Russell Keiller; род. 13 февраля 1963) — шотландский и британский кёрлингист и тренер по кёрлингу.

## Достижения
- Чемпионат мира по кёрлингу среди мужчин: серебро (1995).
- Чемпионат Европы по кёрлингу: золото (1982), бронза (1983).
- Чемпионат Шотландии по кёрлингу среди мужчин: золото (1984, 1995).
- Чемпионат мира по кёрлингу среди юниоров: бронза (1983, 1984).
- Чемпионат Шотландии по кёрлингу среди юниоров: золото (1983, 1984).
- Чемпионат Шотландии по кёрлингу среди смешанных команд: серебро (1995).

## Команды
| Сезон                                          | Четвёртый     | Третий       | Второй         | Первый         | Запасной           | Турниры                                |
| ---------------------------------------------- | ------------- | ------------ | -------------- | -------------- | ------------------ | -------------------------------------- |
| 1982—83                                        | Майк Хэй      | Дэвид Хэй    | Дэвид Смит     | Рассел Кейллер |                    | ЧЕ 1982 · ЧШЮ 1983 · ЧМЮ 1983          |
| 1983—84                                        | Майк Хэй      | Дэвид Хэй    | Дэвид Смит     | Рассел Кейллер | Гордон Шеддон (ЧМ) | ЧЕ 1983 · ЧШМ 1984 · ЧМ 1984 (7 место) |
| 1983—84                                        | Майк Хэй      | Дэвид Смит   | Грегор Смит    | Рассел Кейллер |                    | ЧШЮ 1984 · ЧМЮ 1984                    |
| 1994—95                                        | Гордон Мюрхед | Питер Лаудон | Роберт Келли   | Рассел Кейллер | Грэм Коннал (ЧМ)   | ЧШМ 1995 · ЧМ 1995                     |
| 1996—97                                        | Гордон Мюрхед | Питер Лаудон | Роберт Келли   | Рассел Кейллер |                    |                                        |
| Кёрлинг среди смешанных команд (mixed curling) |               |              |                |                |                    |                                        |
| 1994—95                                        | Питер Лаудон  | Эдит Лаудон  | Рассел Кейллер | Кэти Лаудон    |                    | ЧШСК 1995                              |

(скипы выделены полужирным шрифтом)

## Результаты как тренера национальных сборных
| Год  | Турнир                                       | Сборная                  | Место |
| ---- | -------------------------------------------- | ------------------------ | ----- |
| 1996 | Чемпионат Европы по кёрлингу 1996            | Шотландия (женщины)      | 4     |
| 1998 | Чемпионат Европы по кёрлингу 1998            | Шотландия (женщины)      | 2     |
| 1999 | Чемпионат Европы по кёрлингу 1999            | Шотландия (женщины)      | 4     |
| 2000 | Чемпионат мира по кёрлингу среди женщин 2000 | Шотландия (женщины)      | 4     |
| 2001 | Чемпионат Европы по кёрлингу 2001            | Шотландия (женщины)      | 6     |
| 2005 | Чемпионат Европы по кёрлингу 2005            | Шотландия (женщины)      | 5     |
| 2006 | Зимние Олимпийские игры 2006                 | Великобритания (женщины) | 5     |
| 2024 | Чемпионат Европы по кёрлингу 2024            | Шотландия (мужчины)      | 17    |